# Mokra Gora (montagne)
Pour les articles homonymes, voir Mokra Gora.
La Mokra Gora (prononcé [môkraː ɡǒra] ; en serbe : Мокра гора, littéralement « montagne humide » ; en albanais : Mokna/Mokragorë) est une montagne située dans l'Ouest du Kosovo, l'Est du Monténégro, et le Sud-Ouest de la Serbie. Elle fait partie du massif montagneux de Prokletije. Elle comporte deux sommets de plus de 2 000 mètres d'altitude.
Les pics les plus élevés sont Pogled à 2 156 mètres et Beleg à 2 142 mètres d'altitude. Le pic de Pogled est partagé entre la Serbie et le Kosovo, tandis que Beleg est sur le tripoint. Au Kosovo, la ville d'Istok s'étend au sud de la montagne, sur la plaine de Metohija qui borde la montagne au sud.
Depuis l'arrivée des forces internationales en 1999, l'exploitation illégale du bois s'est accrue à plusieurs reprises. De vastes zones sont désormais totalement dévastées par l'exploitation forestière.

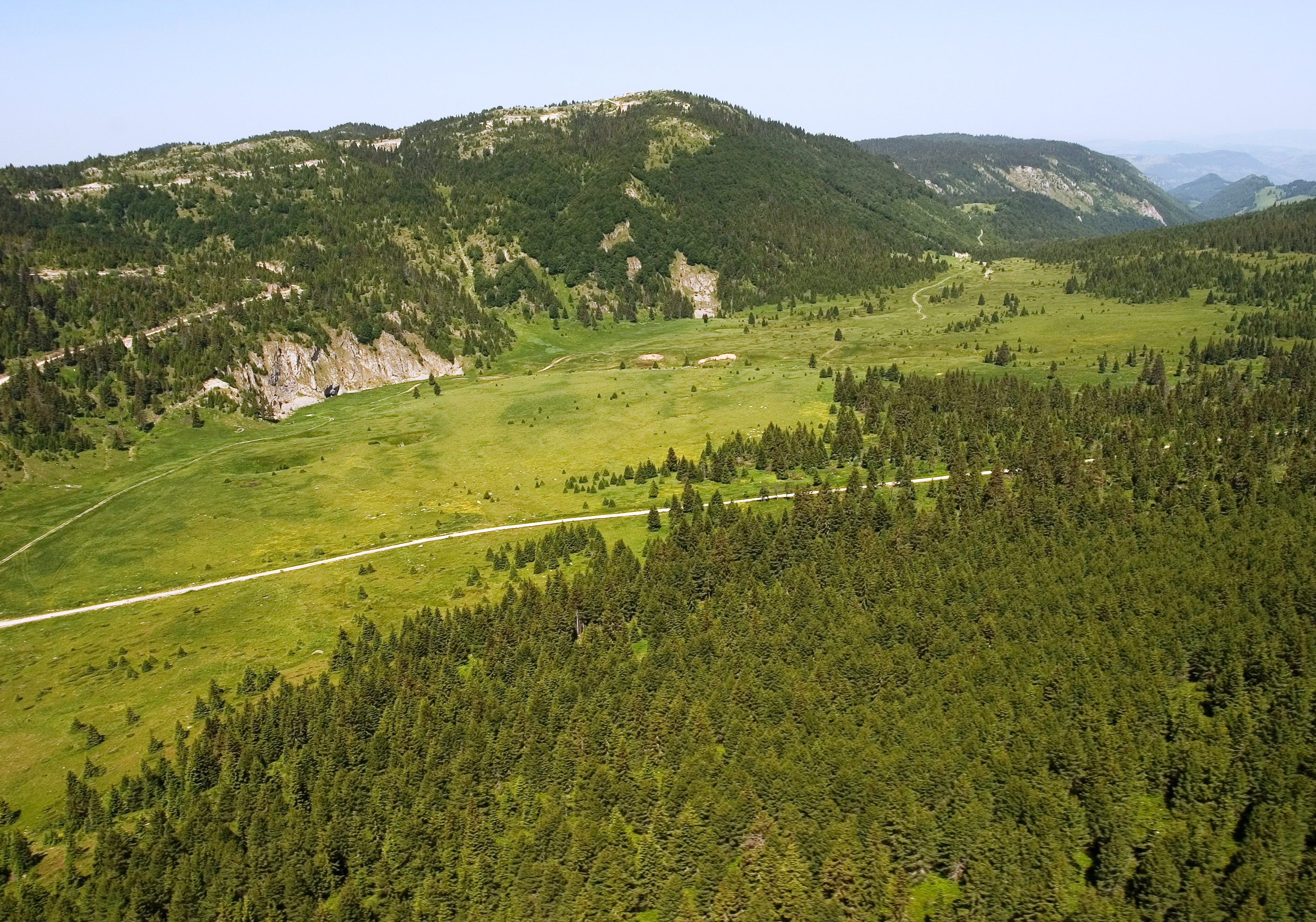
Vue de la Mokra gora